# Relations entre la Norvège et la Suède

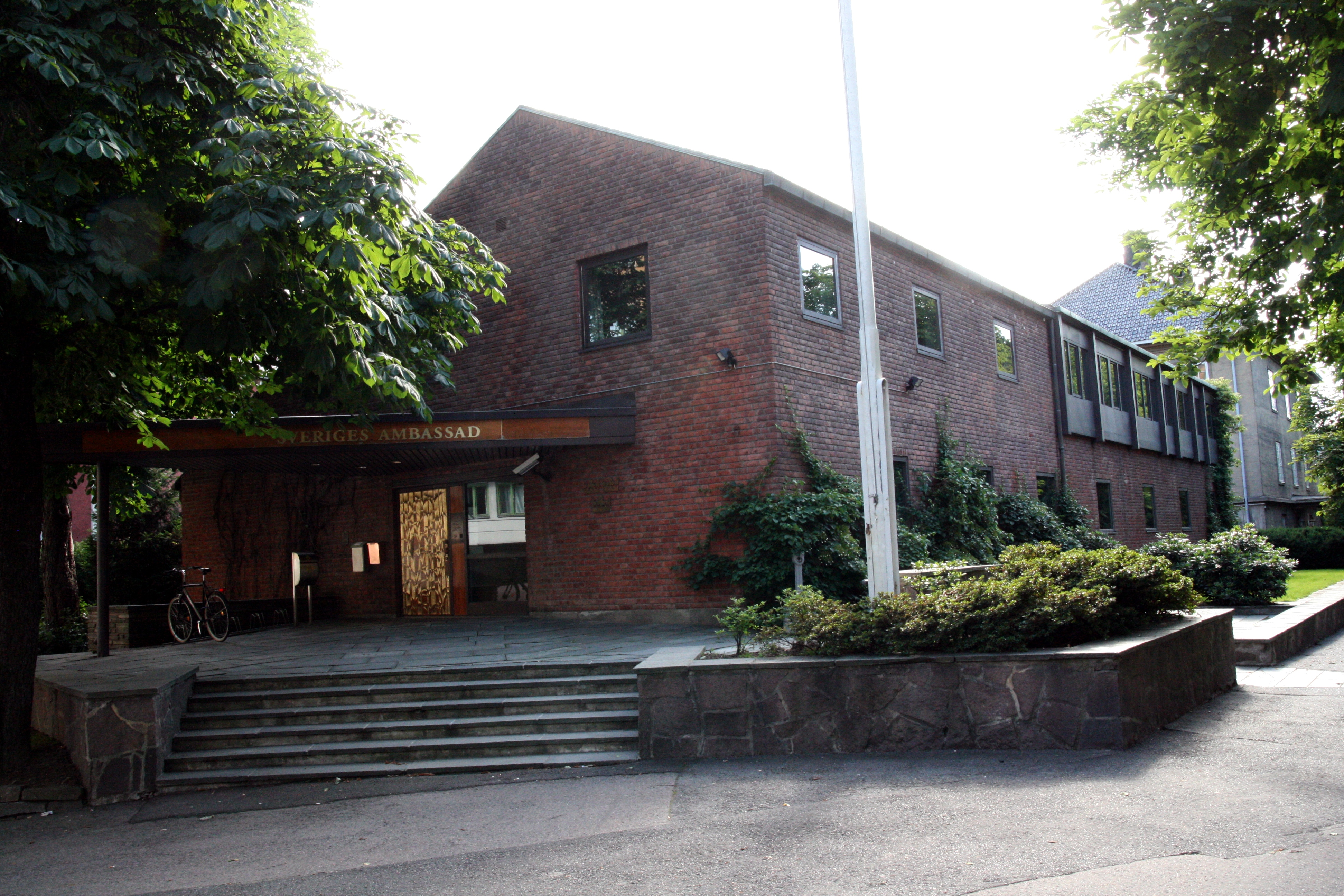

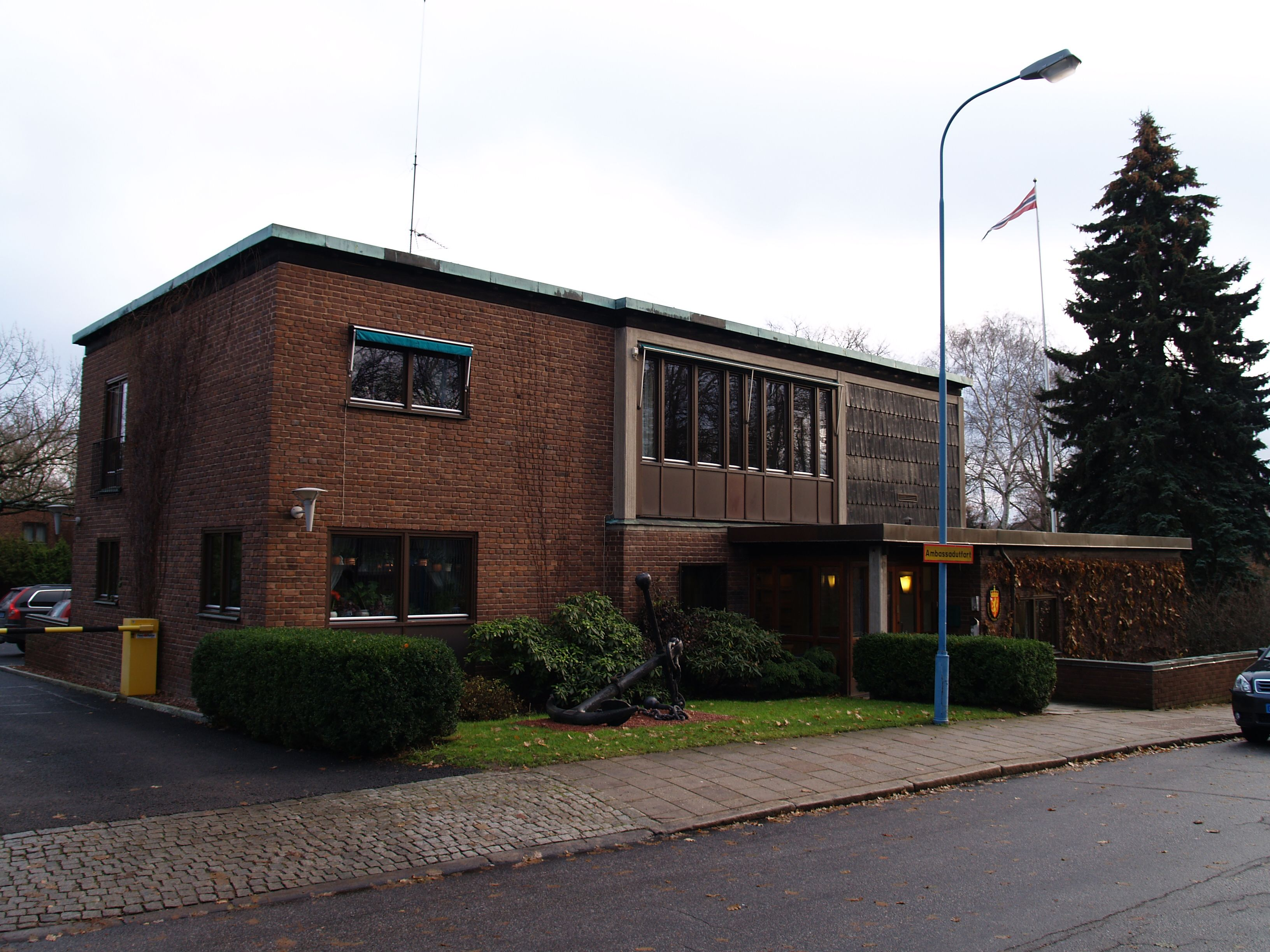
Vue extérieure de l'ambassade de Norvège en Suède.

Les relations entre la Norvège et la Suède sont les relations internationales qui lient les deux nations scandinaves voisines que sont la Norvège et la Suède. Les origines des relations diplomatiques entre les deux États remontent à 1905, année de la dissolution de l'union personnelle qui unissait la Norvège et la Suède et qui reconnaît alors le royaume de Norvège comme indépendant et souverain. 
L'ambassade de Suède se trouve dans la capitale norvégienne Oslo, tandis que l'ambassade norvégienne en Suède se trouve à Stockholm. La Norvège possède trois consulats en Suède se trouvant à Göteborg, Malmö et Sundsvall. La Suède possède 14 consulats en Norvège, dans les villes d'Ålesund, Arendal, Bergen, Bodø, Hamar, Hammerfest, Kirkenes, Mandal, Moss, Narvik, Porsgrunn, Stavanger, Tromsø et de Trondheim.
Les deux États sont membres du Conseil de l'Europe et du Conseil nordique. 44 773 citoyens norvégiens résident en Suède, tandis qu'environ 10 000 suédois vivent en Norvège.